# Michael Clifford (músico)
Michael Gordon Clifford (nascido em 20 de novembro de 1995) é um músico australiano, mais conhecido como guitarrista e vocalista da banda de pop rock 5 Seconds of Summer. Desde 2014, a banda vendeu mais de 10 milhões de álbuns, mais de 2 milhões de bilhetes para shows em todo o mundo e alcançou mais de 7 bilhões de streams, tornando-os uma das exportações musicais australianas de maior sucesso da história.

## Biografia
Michael Gordon Clifford nasceu a 20 de novembro de 1995 e foi criado no subúrbio de Quakers Hill, em Sydney, Nova Gales do Sul, no noroeste da cidade. É filho único de  Karen e Daryl Clifford. Michael Clifford frequentou o Norwest Christian College, onde conheceu o seu futuro companheiro de banda, Calum Hood, no 3º ano. No 7º ano, conheceu Luke Hemmings, também futuro companhieiro de banda. Mais tarde, Clifford revelou que inicialmente "odiou" Hemmings por "um ano inteiro"; eles se tornaram amigos e formaram a banda. Clifford conheceu o seu futuro companheiro de banda, Ashton Irwin, por meio de amigos em comum no 9º ano. Numa entrevista à revista People, ele refletiu que "passou muito tempo longe da escola". A frequência irregular de Clifford fez com que ele abandonasse o ensino médio quando estava no 10º ano, em vez de concluir um curso no TAFE.
Enquanto crescia, Clifford teve aulas de canto e piano antes de desistir porque as "odiava". Aos onze anos, os seus pais deram-lhe um violão e Clifford começou a ter aulas de violão. No ensino médio, Clifford juntou-se à banda da igreja de sua escola como guitarrista.

## Carreira

### 2011–2024: 5 Seconds of Summer
Em 2011, Clifford, Hood e Hemmings começaram a postar covers de músicas no canal de Hemmings no YouTube. O trio acabou por perguntar a Ashton Irwin, amigo em comum, se poderia atuar com eles num pequeno concerto, formando oficialmente a banda 5 Seconds of Summer. Após meses postando covers de músicas juntos, a banda começou a atrair o interesse de grandes gravadoras e editoras e inicialmente assinou um contrato de publicação com a Sony/ATV Music Publishing. Desde então, Clifford lançou cinco álbuns de estúdio com a banda, cada um com sucesso mundial: 5 Seconds of Summer (2014), Sounds Good Feels Good (2015), Youngblood (2018), Calm (2020) e 5SOS5 (2022).
Na NAMM Show em janeiro de 2019, Clifford, em colaboração com a Gibson, apresentou a guitarra Michael Clifford Signature Melody Maker . Esta foi disponibilizada para compra em maio de 2019, com Clifford citando a sua primeira guitarra, Melody Maker de Joan Jett, como inspiração. Ele disse que o objetivo da guitarra era "ser uma homenagem à Joan Jett Melody Maker" e que esperava que a guitarra "inspirasse" alguém, assim como Jett o inspirou. Clifford é o guitarrista mais jovem a receber uma guitarra personalizada em seu nome.
Além da banda, Clifford expressou interesse em jogos. A sua conta no Twitch, que ele usa para transmitir sessões de jogos ao vivo, acumulou mais de 150.000 seguidores. Durante os incêndios florestais australianos de janeiro de 2020, Clifford realizou uma transmissão ao vivo beneficente no Twitch, na qual todos os lucros foram doados à Cruz Vermelha Australiana.

### 2025:Sidequest
A 27 de março de 2025, Clifford anunciou nas suas redes sociais que lançaria seu primeiro single solo intitulado "Cool" a 4 de abril, ao mesmo tempo em que revelou que assinou com a gravadora independente Hopeless Records. Um trecho da música foi publicado mais tarde no mesmo dia no TikTok. No mesmo dia, Clifford foi anunciado como o próximo convidado do podcast "Artist Friendly with Joel Madden". A descrição do episódio revelou que Clifford está se preparando para lançar seu primeiro álbum de estúdio, Sidequest.
"Cool" foi lançado oficialmente em 4 de abril como o primeiro single do álbum de estreia de Clifford, juntamente com um videoclipe no seu canal oficial no YouTube. O segundo single "Give Me a Break" foi lançado a 23 de maio, com a participação de Awsten Knight da banda de pop-rock Waterparks. Sidequest foi lançado a 25 de julho de 2025 com participações adicionais dos músicos americanos Porter Robinson e Ryan Hall.

## Vida pessoal
Clifford foi diagnosticado com ansiedade e depressão. Desde o início de sua carreira, Clifford usa as suas plataformas digitais para consciencializar o público e promover a saúde mental. Em junho de 2015, Clifford sofreu ferimentos leves no rosto, cabelo e ombro devido a um acidente pirotécnico durante a turnê Rock Out With Your Socks Out da banda na SSE Wembley Arena em Londres.
Em janeiro de 2019, Clifford anunciou que estava noivo da sua namorada de longa data Crystal Leigh, uma agente de talentos. A 11 de janeiro de 2022, o casal revelou que tinham casado numa cerimônia privada um ano antes. A 12 de junho de 2023, Clifford e Leigh anunciaram que estavam à espera do seu primeiro filho. A sua filha, Lua Stevie Clifford, nasceu a 30 de outubro de 2023. Em julho de 2025, Michael e sua esposa anunciaram que estavam à espera da sua segunda filha.
Em 2019, Clifford comprou uma mansão de oito quartos e 4 acres no bairro Valley Village de Los Angeles, localizado no Vale de São Fernando. Em julho de 2020, o patrimônio líquido de Clifford foi estimado em 20 milhões de dólares. Em 2023, Clifford anunciou que se havia mudado para a Georgia, onde a sua filha nasceu meses mais tarde, e cidade natal da sua mulher, Crystal Leigh.

## Discografia

### Álbuns
| Título    | Detalhes do álbum                                                                         | Posições nas tabelas | Posições nas tabelas | Posições nas tabelas | Posições nas tabelas |
| Título    | Detalhes do álbum                                                                         | Austrália            | SCO                  | Reino Unido Vendas   | EUA Vendas           |
| --------- | ----------------------------------------------------------------------------------------- | -------------------- | -------------------- | -------------------- | -------------------- |
| Sidequest | - Lançado: 25 de julho de 2025 - Etiqueta: Hopeless (HR7384-2) - Formato: CD, LP, digital | 10                   | 33                   | 28                   | 15                   |

### Singles
| Título                                              | Ano  | Álbum     |
| --------------------------------------------------- | ---- | --------- |
| "Cool"                                              | 2025 | Sidequest |
| "Give Me a Break!" (com participação de Waterparks) | 2025 | Sidequest |
| "Kill Me for Always" (com Porter Robinson)          | 2025 | Sidequest |
| "Enough"                                            | 2025 | Sidequest |

### Créditos de composição
| Título                               | Ano  | Artista           | Álbum                       | Notas    |
| ------------------------------------ | ---- | ----------------- | --------------------------- | -------- |
| "And the sun will shine only for us" | 2015 | Lizard Kisses     | In the Morning b/w Close 7" | Drums    |
| "Wake Up"                            | 2018 | Black Veil Brides | Vale                        | Composer |